# Miguel Alonso Gómez
Miguel Alonso Gómez (Villarrín de Campos, Zamora, 25 d'agost de 1925 - Bilbao, Guipúscoa, 5 de setembre de 2002), va ser un musicòleg i compositor espanyol, un dels representants més qualificats de la música espanyola contemporània.

## Biografia
Miguel Alonso va passar la seva infància a la localitat salmantina de Villavella de Yeltes, de la qual era rector el seu oncle Severiano Alonso. Va estudiar inicialment al Seminari Diocesà de Ciudad Rodrigo amb Cándido Ledesma, arribant a ser ordenat sacerdot l'any 1948. Va continuar els seus estudis a Salamanca amb Hilario Goyenechea i posteriorment a Madrid amb Conrado del Campo i Julio Gómez. El 1953 va guanyar la beca Carmen del Rio de la Reial Acadèmia de Belles Arts de Sant Ferran i el 1955 el premi de Roma.
Es va titular (1958) en cant gregorià per l'Pontifici Institut de Música Sacra, on va ser deixeble d'Higini Anglès i Eugène Cardine. Assisteix també a les classes de Goffredo Petrassi a l'Acadèmia de Santa Cecília i als cursos sobre música electrònica de Franco Evangelisti.
Mentre va viure a Roma, gairebé disset anys, va ser organista i mestre de Capella a l'Església Nacional Espanyola de Santiago i Montserrat, professor a San Salvador i col·laborador de la revista internacional de música "Psalterium", de la qual va arribar a ser editor i subdirector més tard. Així mateix va ser assessor de la Comissió de Música Sacra de la diòcesi de Roma, representant del Secretariat Nacional per a la Litúrgia i assessor de la Sagrada Congregació de Ritus del Vaticà per a la Sagrada Litúrgia.
Miguel Alonso va tornar a Espanya l'any 1971 i aquell mateix any va ingressar com a membre numerari de la Reial Acadèmia de Belles Arts de San Fernando, alhora que va continuar treballant en qüestions musicals i litúrgiques a l'Església espanyola com a director del Departament de Música de la Comissió episcopal de Litúrgia.
Des del 1972 va desenvolupar la seva activitat professional a RTVE i a Ràdio Nacional d'Espanya, on va ser cap del departament de Promoció Musical de Ràdio 2, entre 1981 i 1986, i director de Ràdio Clàssica entre 1991 i 1993. També va exercir la delegació de l'Orquestra Simfònica i Cor de RTVE entre 1986 i 1988, i va ser director del segell discogràfic de RTVE Música entre 1989 i 1991.
Va morir a Bilbao, el 5 de setembre de 2002.

## Obres musicals
- Fuga sobre un tema castellano, 1952;
- Te Dominum confitemur, 1954;
- La morisca (Eduardo Marquina), 1955;
- Estudio en octavas, 1963;
- Visión profética, 1964;
- Divertimento, 1970;
- Tensiones (cantos para la litugia del Viernes Santo), 1972;
- Nube-Música (Miguel de Unamuno), 1972;
- Égloga de Plácido y Victoriano (Juan del Encina), 1974
- Spherae, 1976;
- Improperia, 1978;
- Radio Stress, 1980;
- Biografía (divertimento), 1982;
- Atmósferas, 1984
- Como tú, piedra (León Felipe), 1984–5

## Llibres i articles
- ‘La creación musical desde el Concilio Vaticano II’, La música y la Iglesia hoy: su problemática (Madrid, 1977)
- ‘Autoanálisis’, 14 compositores españoles de hoy, ed. E. Casares (Oviedo, 1982), 13–31
- Cuatro tratados de Canto Llano: el de Espinosa, Aguilar, Escobar y el Anónimo (Madrid, 1983)
- Catálogo de obras de Conrado del Campo (Madrid, 1986)